# Ceratellopsis graminicola
Ceratellopsis graminicola är en svampart som först beskrevs av Bourdot & Galzin, och fick sitt nu gällande namn av Corner 1950. Ceratellopsis graminicola ingår i släktet Ceratellopsis och familjen Gomphaceae.   Inga underarter finns listade i Catalogue of Life.